# 尤倫 (印第安納州)
尤倫（英語：Ulen）是一個位於美國印地安納州布恩縣的城鎮。

## 地理
尤倫的座標為40°03′51″N 86°27′48″W / 40.06417°N 86.46333°W，而該地的平均海拔高度為287米（即942英尺）。

## 人口
根據2010年美國人口普查的數據，尤倫的面積為0.59平方千米，當中陸地面積為0.59平方千米，而水域面積為0.00平方千米。當地共有人口117人，而人口密度為每平方千米198人。